# Бичкі
Бичкі (пол. Byczki) — село в Польщі, у гміні Ґодзянув Скерневицького повіту Лодзинського воєводства.
Населення — 411 осіб (2011).
У 1975-1998 роках село належало до Скерневицького воєводства.

## Демографія
Демографічна структура станом на 31 березня 2011 року:
|          | Загалом | Допрацездатний вік | Працездатний вік | Постпрацездатний вік |
| -------- | ------- | ------------------ | ---------------- | -------------------- |
| Чоловіки | 206     | 58                 | 117              | 31                   |
| Жінки    | 205     | 42                 | 114              | 49                   |
| Разом    | 411     | 100                | 231              | 80                   |